# 龙漕路
龙漕路，是中国上海市徐汇区的一条约一公里长的街道，东西走向，东起龙吴路，西至漕溪路与沪闵路的柏油马路。

## 概况
马路为双向四车道，另有非机动车道，马路两侧多为居民楼，上海轨道交通一号线、三号线和十二号线分别在路的东西两头设有车站。上海轨道交通三号线以及在建的上海轨道交通十二号线在龙吴路龙漕路口设有一个车站龙漕路站。上海轨道交通一号线与在建的上海轨道交通十二号线漕宝路站的3号口与5号口也位于龙漕路上。轨道交通车站则分布了多条公交车站点。
徐汇区法院的审判中心、龙华水质净化厂以及上海远大心胸医院都位于该路南侧，A股上市企业宏润建设(002062)的管理总部位于龙漕路200弄内的宏润大厦。

## 其他信息

### 沿街公共机构
- 徐汇区审判中心（龙漕路三江路口）
- 上海市龙华水质净化厂（龙漕路180号）
- 上海远大心胸医院 （龙漕路218号）
- 龙漕中学（龙漕路269号）

### 交会道路（西向东）
- 漕溪路/沪闵路
- 漕东支路/三江路
- 田东路（北侧丁字路）
- 凯旋南路
- 龙吴路